# Henri Barbe
Henri Barbe, né le 15 août 1832 à Jublains, mort le 5 juillet 1909, est un historien français, spécialisé dans l'histoire du site archéologique de Jublains.

## Biographie
Il effectue ses classes au collège de Château-Gontier et au collège de Mayenne. En possession de ses titres académiques, il étudie le droit et entra au Mans chez Me Richard dont il devint vite le clerc. Il retourne à Jublains lorsque sa mère devint veuve. Il s'occupa dès lors à Jublains d'agriculture et d'expertise jusqu'en 1870.
La gestion de propriétés dont il était chargé ne l'absorbe pas au point qu'il ne pût prêter attention aux travaux de la canalisation de la Mayenne en 1865 et à la découverte de médailles romaines au gué de Saint-Léonard. Il entre à la Société d'archéologie, sciences, arts et belles-lettres de la Mayenne.
Il est nommé, en 1866, conservateur officiel du camp de Jublains. Il s'occupe aussitôt de maintenir les  murailles de la forteresse dans l'état exact où les avait laissées leur primitif démantèlement.
Il reprend la méthode de François-Jean Verger, avec qui son père avait eu déjà de 1830 à 1840 des relations amicales fort étroites, et il voulut poursuivre la reconnaissance des principaux carrefours et l'étude des édifices les plus importants de la cité, en ménageant toutes les occasions favorables de les apercevoir il s'assura par avance la libre pratique des terrains à fouiller, non seulement sur les emplacements du théâtre ou du temple qui lui appartenaient, à lui ou aux siens, mais sur les terrains qui subsistent aux alentours de la Tonnelle.
Il met à découvert les sources d'eau qui alimentaient Jublains grâce à un aqueduc dont il avait conjecturé le parcours et dont il met au jour de nombreux tronçons. Ce programme se vit arrête par les événements de la guerre franco-allemande de 1870. Engagé volontaire au 33e régiment mobile de la Sarthe, il effectue la campagne aux côtés d'un de ses neveuxqu'il perd à Beaugency.
Il devient alors juge de paix du canton de Conlie. Il continua ses fouilles à Jublains :  le sous-sol de l'ancienne église où il reconnait très partiellement les restes de la basilique primitive et les thermes sur les murailles desquels s'était élevé le monument chrétien.
Il rejoint en 1878 la Commission historique et archéologique de la Mayenne. Il est l'un des vingt membres titulaires désignés par l'arrêté préfectoral du 17 janvier. Il entreprit de nouvelles fouilles sur l'emplacement du temple de la Fortune.
Une rue porte son nom à Jublains.